# WWE Stomping Grounds
L'édition 2019 de Stomping Grounds est une manifestation de catch (lutte professionnelle) produite par la World Wrestling Entertainment (WWE), une fédération de catch américaine, qui est télédiffusée, visible en paiement à la séance, sur le WWE Network ainsi que sur la chaîne de télévision française AB1. L'événement s'est déroulé le 23 juin 2019 à Tacoma, dans l'état du Washington et dans la nuit du 23 au 24 juin 2019 en France.
Il s'agit de la première édition de WWE Stomping Grounds.
Le faible engouement autour de ce ppv a contraint la WWE à donner une place pour chaque place achetée, voire distribuer les places gratuitement dans un centre commercial à proximité du site.[réf. nécessaire]

## Contexte
Les spectacles de la World Wrestling Entertainment (WWE) sont constitués de matchs aux résultats prédéterminés par les scénaristes de la WWE. Ces rencontres sont justifiées par des storylines – une rivalité avec un catcheur, la plupart du temps – ou par des qualifications survenues dans les shows de la WWE telles que Raw, SmackDown, 205 Live et NXT. Tous les catcheurs possèdent un gimmick, c'est-à-dire qu'ils incarnent un personnage gentil (face) ou méchant (heel), qui évolue au fil des rencontres. Un événement comme WrestleMania est donc un événement tournant pour les différentes storylines en cours,.
Lors de l'épisode de WWE SmackDown Live du 4 juin, un triple threat match entre Charlotte Flair, Alexa Bliss et Carmella est organisé pour déterminer la future aspirante au WWE SmackDown Women's Championship. La gagnante de ce match est Alexa Bliss. Elle affrontera donc la championne de Smackdown Bayley durant ce pay-per-view.

## Tableau des matchs
| Ordre par numéros | Résultat                                                             | Stipulation(s)                                                                                          | Temps |
| --- | -------------------------------------------------------------------- | --- | ----- |
| 1P | Drew Gulak bat Tony Nese (c) et Akira Tozawa                         | Triple threat match pour le WWE Cruiserweight Championship                                              | 11:20 |
| 2 | Becky Lynch (c) bat Lacey Evans                                      | Match simple pour le WWE Raw Women's Championship                                                       | 11:30 |
| 3 | Kevin Owens et Sami Zayn battent The New Day (Big E et Xavier Woods) | Tag team match                                                                                          | 11:05 |
| 4 | Ricochet bat Samoa Joe (c)                                           | Match simple pour le WWE United States Championship                                                     | 12:25 |
| 5 | Daniel Bryan et Rowan (c) battent Heavy Machinery (Otis et Tucker)   | Tag team match pour le WWE SmackDown Tag Team Championship                                              | 14:25 |
| 6 | Bayley (c) bat Alexa Bliss (avec Nikki Cross)                        | Match simple pour le WWE SmackDown Women's Championship                                                 | 10:35 |
| 7 | Roman Reigns bat Drew McIntyre (avec Shane McMahon)                  | Match simple                                                                                            | 17:20 |
| 8 | Kofi Kingston (c) bat Dolph Ziggler en s'échappant de la cage        | Steel cage match pour le WWE Championship                                                               | 20:00 |
| 9 | Seth Rollins (c) bat Baron Corbin                                    | Match sans disqualifications pour le WWE Universal Championship avec Lacey Evans comme arbitre spéciale | 18:23 |
| La lettre C placée entre parenthèses désigne la personne ou l’équipe championne en titre. P – indique que le match a eu lieu lors du pré-show |                                                                      | |       |